# Angelika Schrobsdorff

Angelika Schrobsdorff, née le 24 décembre 1927 à Fribourg-en-Brisgau et morte le 30 juillet 2016 à Berlin, est une romancière allemande.

## Biographie
Sa mère épouse l'écrivain Fritz Schwiefert, puis le père d'Angelika, issu de la bourgeoisie berlinoise. Angelika grandit à Berlin. Sa mère est d'origine juive, et elle se réfugie avec ses deux enfants en Bulgarie, où elle reste jusqu'à la fin de la guerre. La grand-mère d'Angelika est assassinée à Theresienstadt. Son demi-frère, Peter Schwiefert, a fui l'Allemagne nazie et s'engage dans les Forces françaises libres, il meurt en janvier 1945. En 1947, la famille se réinstalle en Allemagne. 
Angelika Schrobsdorff épouse en 1971 le journaliste et réalisateur français Claude Lanzmann, (1925–2018), avec qui elle vit alors à Paris. Elle s'installe ensuite à Munich, Jérusalem puis à nouveau à Berlin.
Elle est connue pour deux romans, Ces Messieurs (Die Herren), paru en 1961 (et 1963 pour la traduction française), et surtout un livre sur sa mère, Tu n'es pas une mère comme les autres, qui resitue la vie de celle-ci, femme libre pour son époque, dans le contexte de l'entre-deux-guerres berlinois.

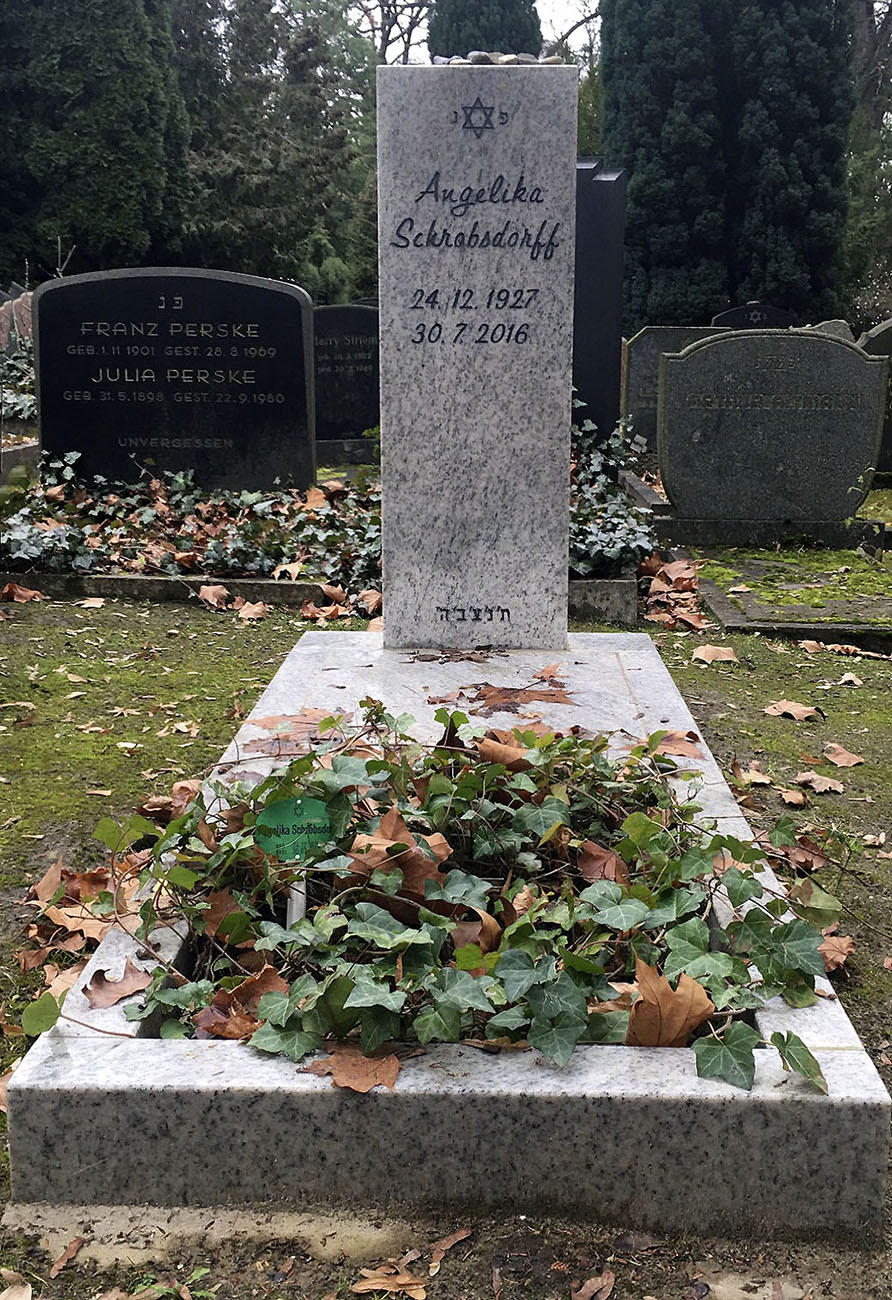
Tombe Cimetière juif de Berlin-Weißensee

## Œuvres
- Ces messieurs, 1963 (trad. de Die Herren, 1961)
- Der Geliebte, 1964  (ISBN 3-423-11546-7)
- Diese Männer, 1966  (ISBN 3-442-01935-4)
- Spuren, 1968  (ISBN 3-423-11951-9)
- Die kurze Stunde zwischen Tag und Nacht, 1978  (ISBN 3-423-11697-8)
- Die Reise nach Sofia, préface de Simone de Beauvoir, Deutscher Taschenbuch Verlag, Munich, 1983  (ISBN 3-423-10539-9)
- Das Haus im Niemandsland oder Jerusalem war immer eine schwere Adresse, 1989  (ISBN 3-423-11442-8)
- Tu n'es pas une mère comme les autres, 2004 (trad. de Du bist nicht so wie andre Mütter, 1992)
- Der schöne Mann und andere Erzählungen, 1993  (ISBN 3-423-11637-4)
- Jericho: eine Liebesgeschichte, 1995  (ISBN 3-423-12317-6)
- Grandhotel Bulgaria: Heimkehr in die Vergangenheit, 1997  (ISBN 3-423-12852-6)
- Du bist nicht so wie andre Mütter, 1992  (ISBN 3-455-06773-5)
- Der schöne Mann und andere Erzählungen, 1993  (ISBN 3-423-11637-4)
- Grandhotel Bulgaria: Heimkehr in die Vergangenheit, 1997  (ISBN 3-423-12852-6)
- Von der Erinnerung geweckt, 1999  (ISBN 3-423-24153-5)
- Wenn ich dich je vergesse, oh Jerusalem, 2002  (ISBN 3-550-08389-0)

## Littérature
- Rengha Rodewill: Angelika Schrobsdorff - Leben ohne Heimat (Biographie), be.bra Verlag, Berlin, Allemagne 2017,  (ISBN 978-3-89809-138-1)

## Galerie

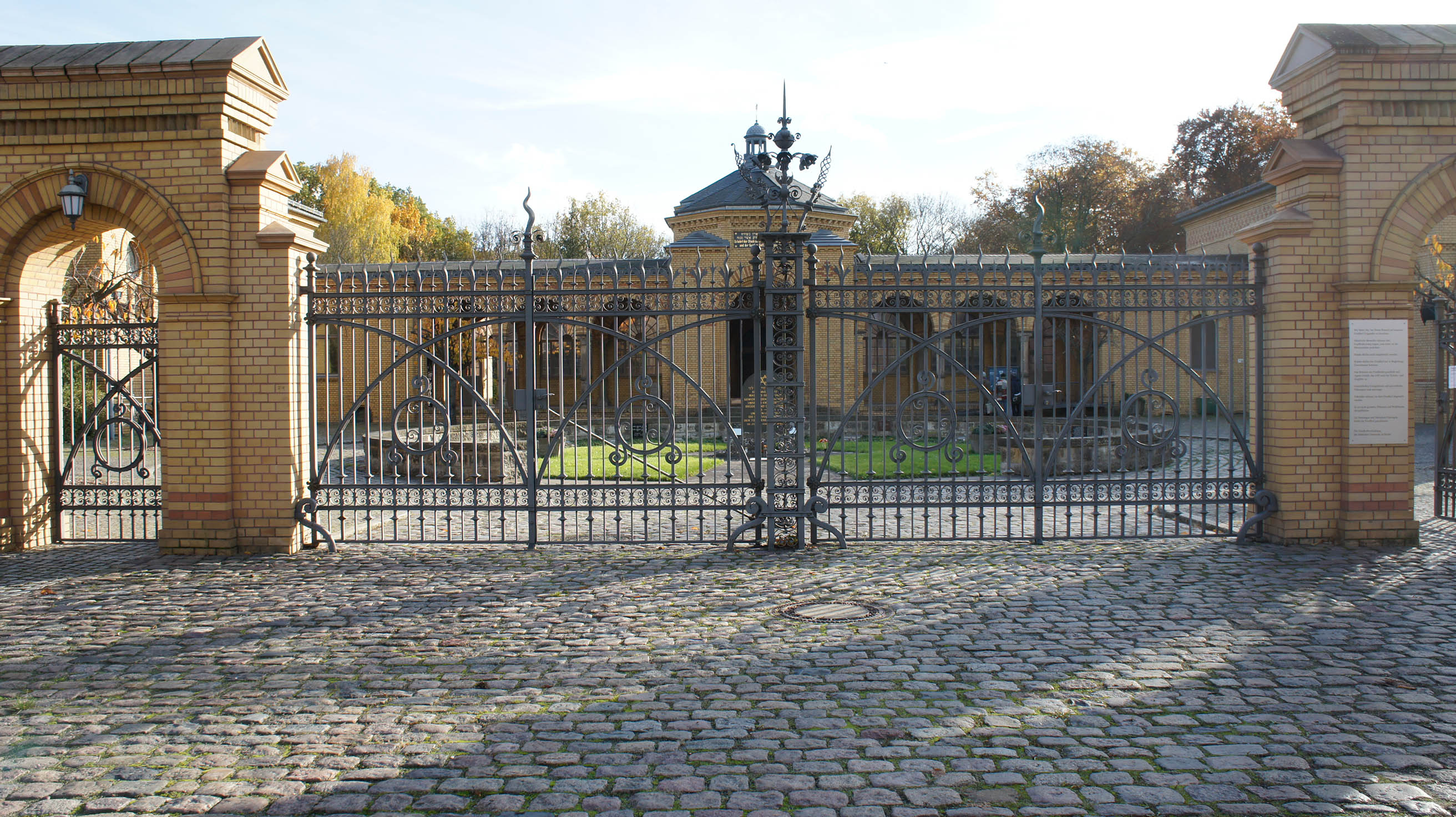
Cimetière juif de Berlin-Weißensee
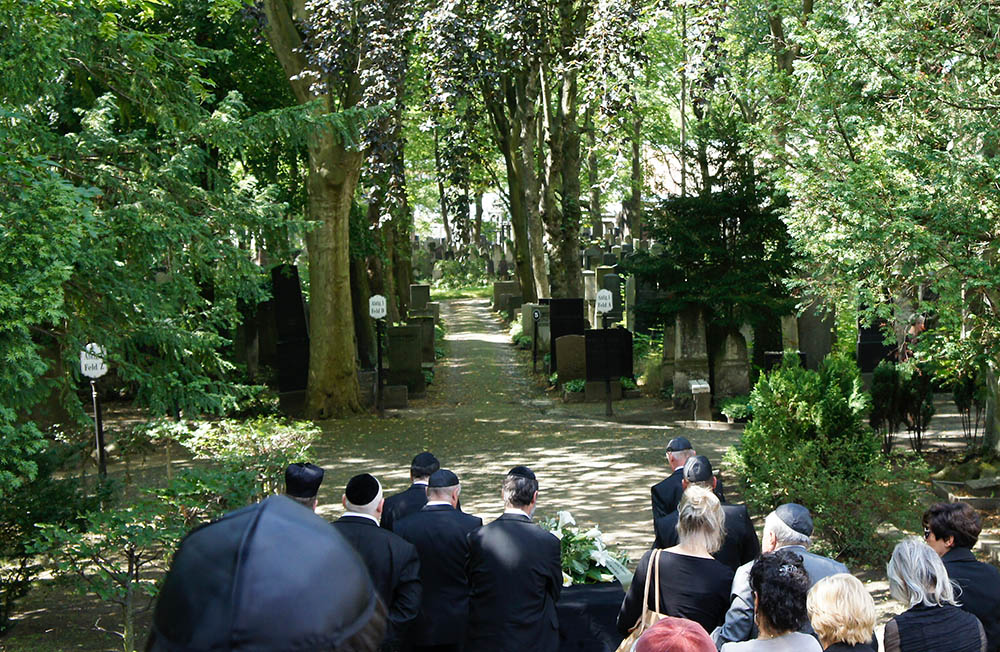
Angelika Schrobsdorff funérailles
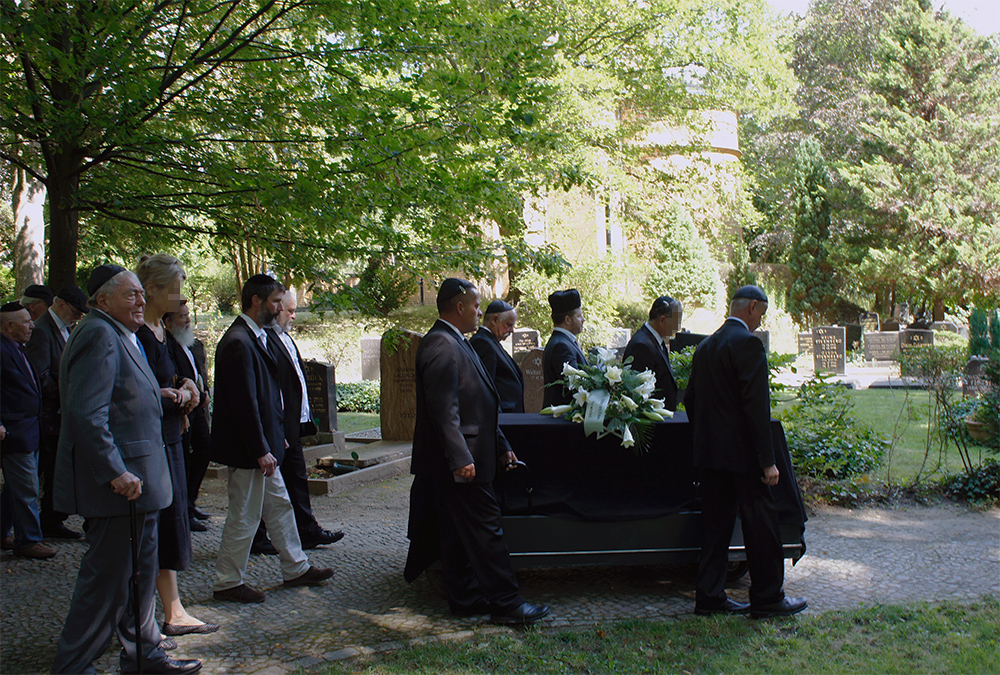
Angelika Schrobsdorff funérailles
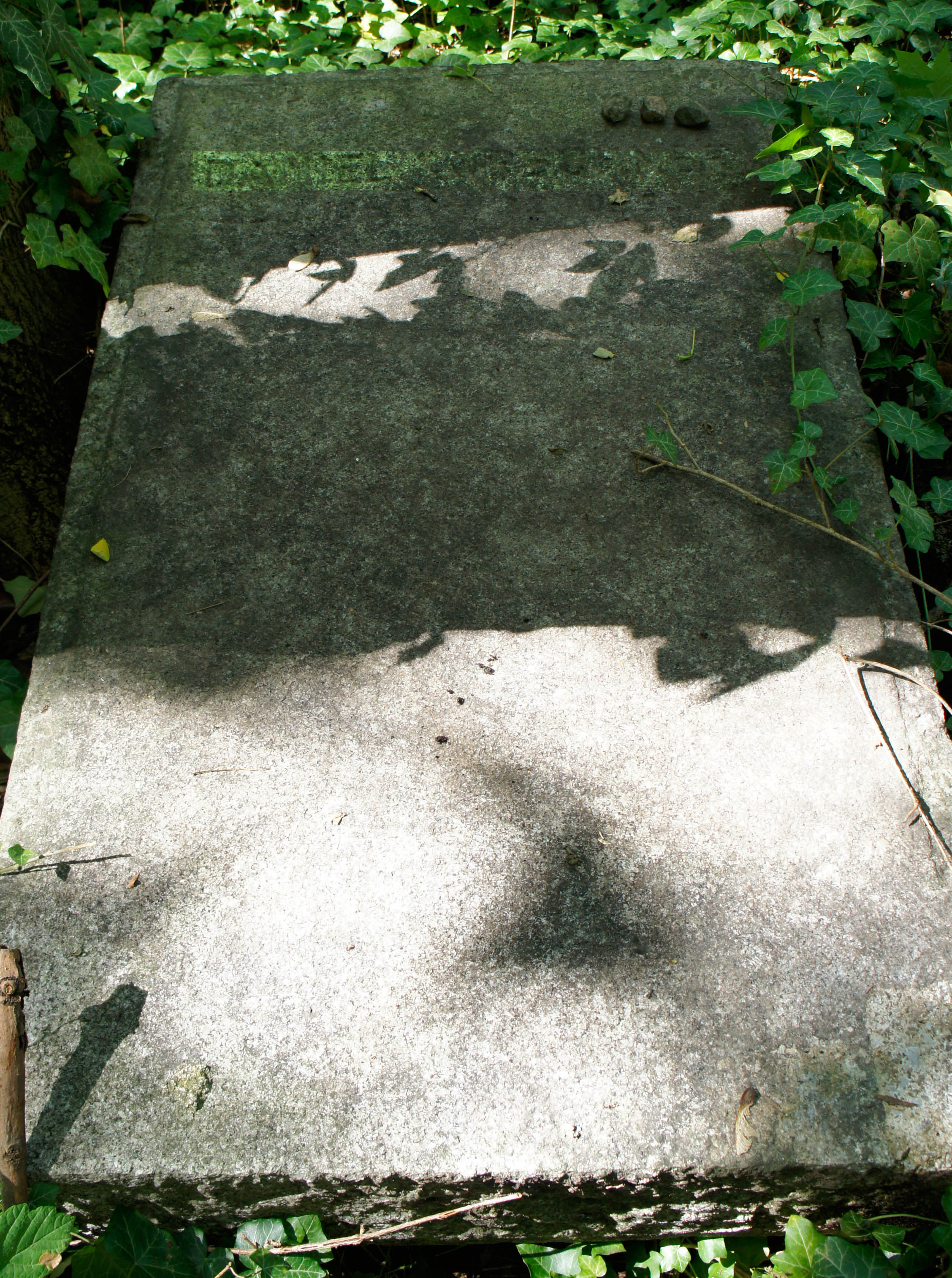
Tombe Daniel Kirschner
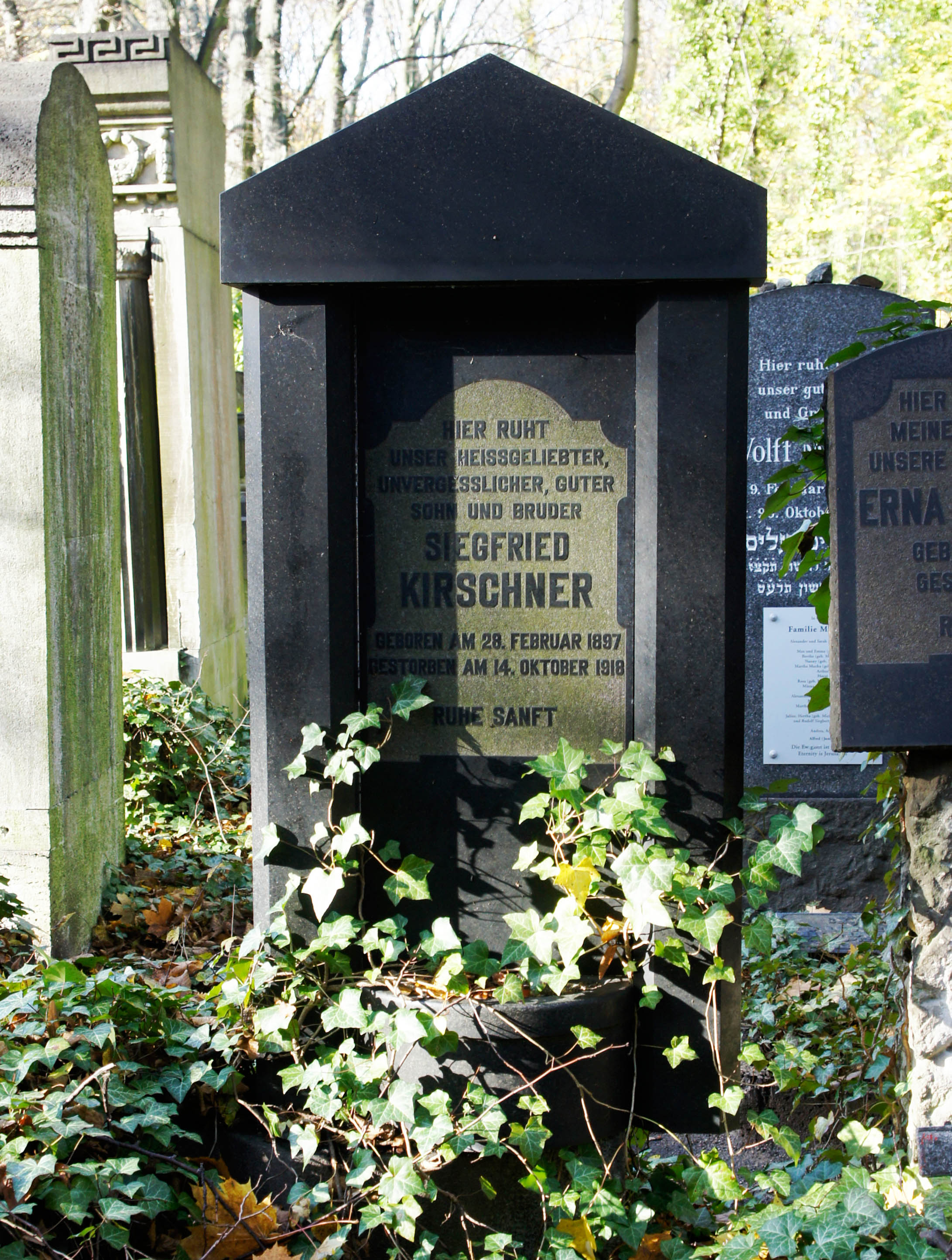
Tombe Siegfried Kirschner
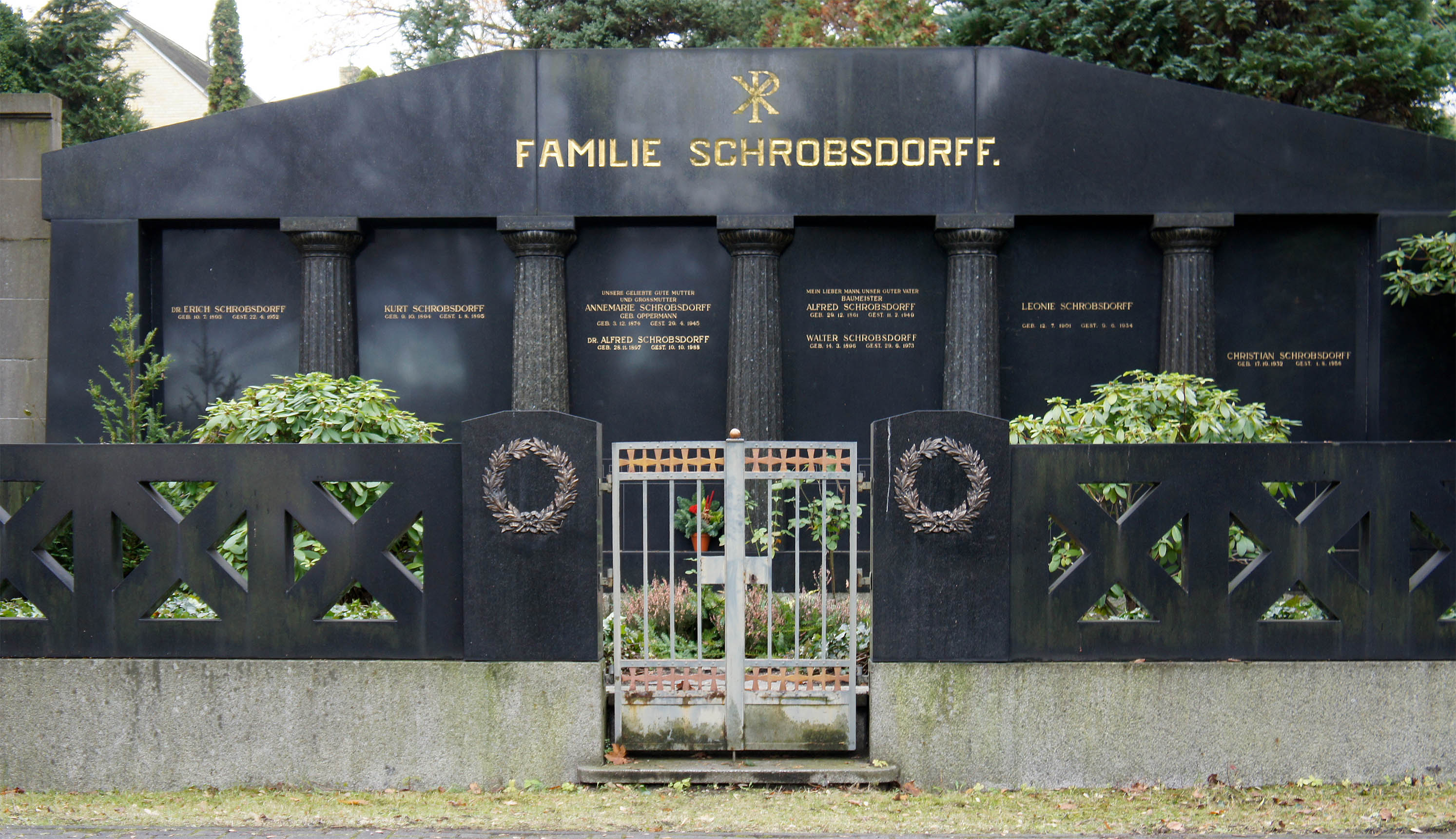
Tombeau de la famille Schrobsdorff